# Церковь Алексия, митрополита Московского (Тайцы)
Храм Святителя Алексия Московского — приходской православный храм в посёлке Тайцы Гатчинского района Ленинградской области. Входит в состав Гатчинского районного благочиния Гатчинской епархии Русской православной церкви. Освящён во имя святителя Алексия, митрополита Московского.

## История
Храм был заложен 15 июня 1914 года. Храм, рассчитанный на одновременное посещение семисот верующих (по другим данным, тысячи), строили на добровольные пожертвования в память рождения в 1904 году наследника цесаревича Алексея.

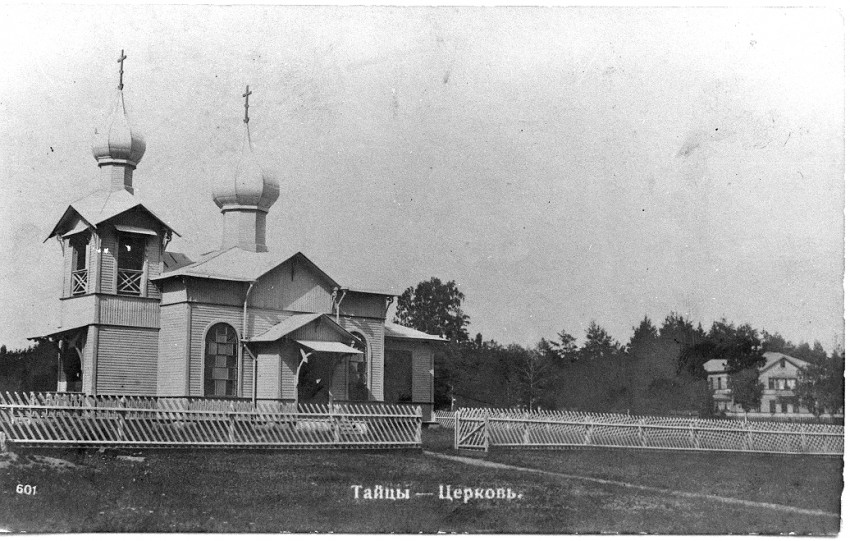
Деревянная церковь Алексия митрополита Московского. 1910-е годы

Перед тем иждивением жителей была выстроена небольшая деревянная церковь, освящённая так же во имя святителя Алексия. Местный дачник Сегаль пожертвовал участок земли, а Урусов приобрёл большую храмовую икону митрополита. Проект этого храма был разработан петербургским губернским архитектором Александром Ольховским. Церковь была выстроена за несколько месяцев, и 15 августа 1905 года она была освящена. Уже тогда эта церковь считалась временной, и в будущем здесь планировалось возвести каменный храм. Деревянная церковь действовала вплоть до 1921 года, после чего была закрыта и спустя ещё два года разобрана и перенесена на новое Таицкое кладбище, где сгорела в 1930-х годах.
Торжества по случаю 300-летия дома Романовых, прошедшие в 1913 году, послужили толчком к осуществлению проекта большого храма. Место под постройку было отведено на участке рядом с уже существовавшим деревянным, и 15 июня 1914 года епископ Гдовский Вениамин (Казанский) совершил закладку.
Проект церкви, выдержанный в древнерусском стиле со шлемовидной главой, разработал петербургский архитектор Иван Экскузович, а наблюдение за постройкой осуществляли гражданские инженеры Н. И. Постников и С. И. Барет. К началу 1916 года каменный храм был вчерне завершён, и на него были подняты кресты.
Однако из-за революции 1917 года и Гражданской войны храм был освящён епископом Кронштадтским Венедиктом (Плотниковым) только в 1921 году, хотя богослужения по полному чину шли здесь задолго до освящения, об этом свидетельствует опись церковного имущества, составленная в августе 1919 года, где говорится, что уже к этому времени здесь находились несколько икон в массивных серебряных ризах и серебряные лампады (так, например, риза на Тихвинской иконе Божией Матери весила 2,73 кг).
С 8 сентября 1922 года епископом Петергофским Николаем (Ярушевичем) в настоятели Алексиевской церкви был поставлен молодой священник Петр Белавский. В Таицкой церкви отец Петр служил до своего ареста в 1929 году. При отце Петре Тайцы стали одним из центров иосифлянства, здесь служили опальные архиепископ Гдовский Димитрий (Любимов), епископ Нарвский Сергий (Дружинин) и настоятель храма Воскресения (Спаса на Крови), профессор Духовной академии протоиерей Василий Верюжский.
В мае 1936 года Леноблисполком принял решение о закрытии храма, но верующим удалось отстоять храм, и всё-таки 11 мая 1939 года его закрыли, а в здании разместился клуб, однако, по воспоминаниям старожилов, в него никто не ходил.
Иконы и церковная утварь были разграблены или оказались в других храмах. Икона святителя Алексия была чудесным образом спасена жительницей Тайцев, после войны была передана в Гатчину отцу Петру Белавскому и ныне пребывает в Покровской церкви в Мариенбурге. Иконостас был разобран и, судя по всему, уничтожен. Останки погребённого за алтарем храма председателя строительной комиссии храма Алексея Алексеева были перезахоронены на новом Таицком кладбище (до настоящего времени его могила не сохранилась).
В 1941 году в посёлок Тайцы вошли немецкие части, и советская власть на время отступила. Жители Тайцев, воспользовавшись этим, обратились к немецкому командованию с просьбой открыть храм и разрешить совершение в нём богослужений. Оккупационные власти не только откликнулись на просьбу, но и помогли привести храм в подобающий ему вид. По воспоминаниям старожилов, вскоре рядом с церковью запылал костёр — прихожане выносили из храма подшивки советских газет, портреты Ленина, Сталина и т. п. и бросали их в огонь. Из соседней Александро-Невской церкви в Алексиевскую были перенесены чудом сохранившиеся там иконостас и утварь.
После освобождения Тайцев храм вновь был закрыт и превращён в клуб, несмотря на многочисленные ходатайства верующих.
В августе 1946 года жители Тайцев направили ходатайство митрополиту Ленинградскому и Новгородскому Григорию с просьбой открыть храм: «…Богослужения последний раз совершались в августе 1943 года, …образа, подсвечники и колокол сохранены и находятся в храме…» Благочинный добавлял, что «…храм сохранился хорошо, местами есть пробоины от снарядов, стёкол нет, [но] иконостас и иконы в нём сохранились». Вскоре находившийся в храме иконостас и часть утвари были переданы в открытую в 1947 году Красносельскую Александро-Невскую церковь. В январе 1954 года жители вновь направили ходатайство, на этот раз патриарху Алексию: «…храм хотят переоборудовать под клуб…, иконостас увезён в Красное Село, кресты с глав сняты и колоколов нет,… население готово восстановить храм за свой счёт». Следующее обращение к митрополиту Григорию было направлено в феврале 1955 года, однако и оно оказалось безрезультатным. Наконец, в рапорте от 21 февраля 1957 года благочинный протоиерей Василий Раевский сообщал митрополиту Ленинградскому и Ладожскому Елевферию, что храм уже занят под клуб, и купола на нём нет. Последнее обращение с ходатайством о возвращении и об открытии храма жители Тайцев направили на имя патриарха Алексия в феврале 1957 года. К этому времени уже и благочинный Василий Раевский говорил, что восстановить храм своими силами жителям будет довольно тяжело, а в Красном Селе и Гатчине уже есть действующие храмы...
Вновь полуразрушенный и осквернённый храм, подвал которого был затоплен водой, возвратили церкви в 1990 году, и с 1991 года здесь возобновились богослужения.
В ограде храма расположено братское кладбище 386 советских солдат, погибших при обороне и освобождении поселка.

## Архитектура и убранство

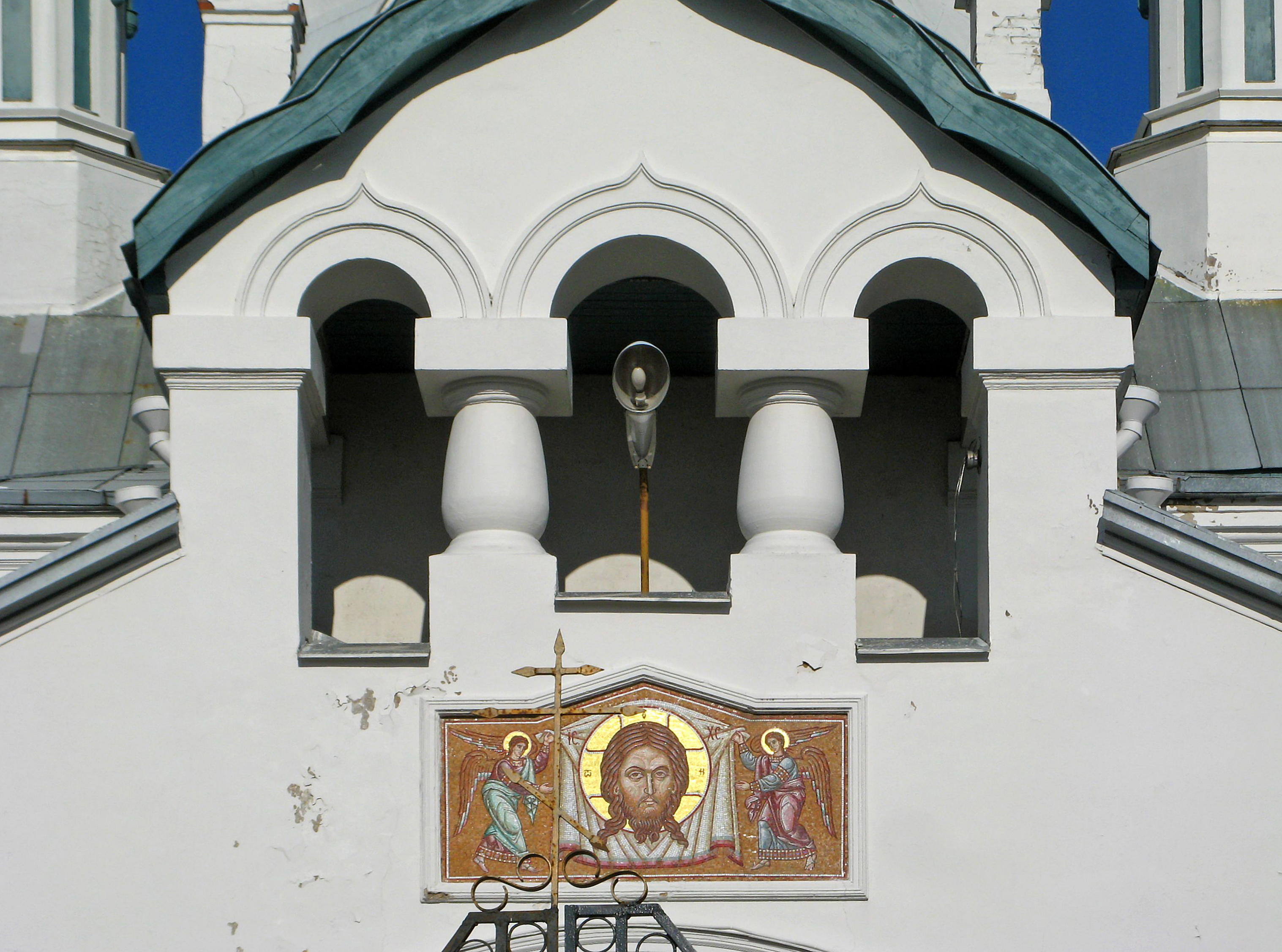
Фрагмент фасада

Церковь Алексия — пример использования в церковной архитектуре форм модерна, четырёхстолпная постройка со сложной объёмной композицией и звонницей в куполе.
При строительстве были использованы железобетонные конструкции, в начале XX века начинавшие находить применение и в церковной архитектуре.
К сожалению, художественное убранство храма утрачено. В архивах сохранилась только полная схема росписи церкви, составленная академиком церковной живописи Василием Беляевым в 1915 году. Трудно сказать, что из задуманных росписей и мозаичных панно было выполнено.

## Духовенство
- Иерей Петр Белавский (8 сентября 1922 — 29 ноября 1929)
- иеромонах Аркадий (?)
- иеромонах Никострат (Лаврешов) (? — апрель 1931)
- протоиерей Иоанн Смолин
- протоиерей Александр Васильев (1932—?)
- иерей Петр (?)
- протоиерей Иоанн Чудович (сентябрь 1941 — 14 декабря 1942)[6]
- иерей Василий Апраксин (декабрь 1942 — август 1943)[3].
- Петр Молчанов (1990—1992)
- протоиерей Игорь Ковальчук (с 1992 года)